# Forumtorget
Forumtorget är ett torg i centrala Uppsala. Torget är beläget öster om korsningen mellan Smedsgränd och Kungsängsgatan. I norr angränsar torget till Åhlénshuset och i öster mot Forumgallerian. 
"Under första delen av 1990-talet renoverades torget i samband med att Forumgallerian byggdes. Man ville då bevara torgets utseende och återanvände markplattorna". 
Följande stycke är hämtat från Uppsala kommun (u.å.). 2011 utlyste Uppsala kommun en arkitekttävling om forumtorgets framtida utformning. Tävlingen vanns av White arkitekter med projektet Soffta. "Förslaget bygger på tre starka formelement; golvet, soffan och platån". Golvet ska vara av svart granithäll och löpa i linje med gågatan. Soffan ska bli 57 meter lång med akrylskivor, varvade med HDL-skivor och ha lysrör som lyser upp soffan inifrån. Soffan är tänkt att löpa från Smedsgränd mot Dragarbrunnsgatan. Uppsala kommun har kritiserat materialvalet i soffan, likväl som soffans längd, men uppger att de arbetar vidare med förslaget. Den gröna platån markerar torgets gräns mot Kungsängsgatan. Platån är en skulptur och sittplats med ett integrerat vattenspel.
I samband med renoveringen av torget passar kommunen på att höja marknivån vid angränsande gator så att entréerna uppfyller kraven på tillgänglighet. Uppsala kommun har uttryckt en oro över hur vattenspelet ska fungera över årstiderna och planerar att låta platån vara uppvärmd under vinterhalvåret.